# Palo (Getränk)
Palo (deutsch: „Stock“) oder auch Chinawein ist ein süßer, sämiger, dunkler Kräuterlikör von Mallorca. Der Name Palo stammt von der Bezeichnung Palo Quina für die Chinarinde aus Südamerika ab.

## Gütebestimmungen

### Sensorische Eigenschaften

Palo de Mallorca

Palo ist von dunkler, fast schwarzer Farbe, zähflüssig und dick. Rührt man ihn im Glas um, setzt sich an den Wänden eine feine, karamellfarbige Schicht ab, die anfangs glatt und gleichmäßig, aber nach kurzer Zeit, sobald der Alkohol verdampft ist, klar abgesetzte Schlieren bildet, die haften bleiben und nach längerer Zeit sogar eine Art Paste bilden.
Er ist aromatisch, aber nicht übermäßig. Man schmeckt hauptsächlich das Aroma von Alkohol und Karamell heraus und nimmt einen undefinierbaren Anklang von Holz wahr, den manche als Lakritzgeschmack beschreiben. Am Gaumen erzeugt er eine komplexe Geschmacksvielfalt wegen der Gleichzeitigkeit der gewonnenen Eindrücke. Anfangs herrscht ein süßer Geschmack vor, dem sich alsbald das Brennen des Alkoholes beigesellt und der dann durch einen bitteren Beigeschmack abgerundet wird, der sowohl durch die vorhandenen Pflanzenextrakte, als auch den Karamellzucker erzeugt wird. Der Nachgeschmack im Mund bleibt lange erhalten: Zunächst löst sich der Eindruck des Alkoholes auf, dann die Süße und zurück bleibt schließlich die Erinnerung an das Bittere.

### Chemische Eigenschaften des Palo de Mallorca
Die Bestimmungen zur Ursprungsbezeichnung Palo de Mallorca sehen folgende physio-chemische Eigenschaften vor:
- Alkoholgehalt: 25–36 % Volumen
- Zuckergehalt: 300–500 g/l
- Relative Dichte (20 °C): 1.1200–1.1780 g/ml
- Max. Methanolgehalt: 1 g/l
- Höchstgehalt an Schwermetallen: 40 ppm (Bleigehalt)

### Herstellung
Das Herstellungsgebiet des Palo de Mallorca ist die Insel Mallorca.
Gemäß den Bestimmungen zur Ursprungsbezeichnung wird der Palo de Mallorca vornehmlich aus dem Einlegen von Chinarinde und Enzian in pflanzlich hergestelltem Äthylalkohol und Wasser gewonnen. Er darf aber auch aus dem Aufkochen von Chinarinde, Enzian und Wasser mit anschließendem Alkoholzusatz hergestellt werden. Diesem Aufguss wird dann noch in Wasser aufgelöste Saccharose und durch Erhitzen karamellisierter Zucker zugefügt.
Es sind insgesamt 8 Hersteller im Register verzeichnet. Im Jahre 2006 wurden 120.754 Liter produziert.

## Rohstoffe
Die zur Herstellung des Palo de Mallorca verwendeten Rohstoffe sind:
- Chinarinde: Rinde verschiedener Baumarten der Spezies Cinchona,
- Enzian: getrocknete Wurzeln der immergrünen Pflanze Gentiana lutea L.,
- Alkohol: Aus Destillierung und/oder Rektifikation gewonnener Ethanol aus vorher vergorenen Pflanzen,
- jegliche, als Nahrungsmittel geeignete Form von Saccharose.

Es werden weder ätherische Öle, noch künstliche Farbstoffe zugesetzt. Die einzigen Farbstoffe, die verwendet werden dürfen, sind Aufgüsse oder Vergärungen von Naturprodukten beziehungsweise Karamellzucker.

## Kontrollsystem
Die Hersteller des Palolikörs müssen, um die Bezeichnung Palo de Mallorca im Etikett führen zu dürfen, im Ursprungsregister eingetragen sein, das der Oberverwaltung für Agrarwirtschaft des Amtes für Agrarwirtschaft und Fischerei der Balearenregierung untersteht.
(Bestimmung: Orden Ministerial 4-7-1994, BOE 13-7-1004)
Darüber hinaus müssen eine Reihe von Bestimmungen erfüllt werden, die zuvor von der Oberverwaltung für Agrarwirtschaft genehmigt wurden und die die Identifizierung und Rückverfolgbarkeit der Alkoholgetränke garantieren, die unter der Ursprungsbezeichnung Palo de Mallorca vertrieben werden. Einmal jährlich müssen die Likörhersteller der Oberverwaltung für Agrarwirtschaft ein vorgeschriebenes Formblatt mit einer Deklarierung vorlegen, in dem die Bestände, Erzeugnisse und der Absatz (Produktionsmenge) dokumentiert sind. Herstellung und Abfüllung findet ausschließlich auf der Insel Mallorca statt.